# Louis-Dominique Champeau
Pour les articles homonymes, voir Champeau.
Louis-Dominique Champeau (né au Breil dans le département de la Sarthe le 5 décembre 1817 et mort à Neuilly-sur-Seine dans les Hauts-de-Seine le 28 février 1880), connu aussi sous le nom de plume de Théophile d'Antimore, est un prêtre catholique français, auteur de manuels scolaires.